# Lilla Lindbergstjärnen
Lilla Lindbergstjärnen är en sjö i Älvsbyns kommun i Norrbotten och ingår i Piteälvens huvudavrinningsområde. Lilla Lindbergstjärnen ligger i Piteälven Natura 2000-område. Sjöns area är 0,019 kvadratkilometer och den är belägen 213 meter över havet.